# Киньонес, Йосуэ
Хосуэ́ Хампье́р Киньо́нес Родри́гес (исп. Joshué Jampier Quiñónez Rodriguez; род. 29 мая 2001, Гуаякиль) — эквадорский футболист, защитник клуба «Барселона» (Гуаякиль) и сборной Эквадора.

## Клубная карьера
Киньонес — воспитанник клуба «Барселона» (Гуаякиль). 18 июля 2021 года в матче против «Макара» он дебютировал в эквадорской Примере. 3 марта 2022 года Киньонес на правах аренды перешёл в клуб MLS «Даллас» на оставшуюся часть сезона 2022 с опцией выкупа. В высшей лиге США он дебютировал 23 апреля в техасском дерби против «Хьюстон Динамо». По окончании сезона 2022 «Даллас» не стал выкупать Киньонеса у «Барселоны» из Гуаякиля.

## Международная карьера
28 октября 2021 года в товарищеском матче против сборной Мексики Киньонес дебютировал за сборную Эквадора.